# فلوموکسف
فلوموکسف(به انگلیسی: Flomoxef) یک آنتی بیوتیک اگزاسفمی است . 
این دارو هم به عنوان سفالوسپورین نسل دوم  و هم نسل چهارم طبقه بندی شده‌است.
فلوموکسفف در سال ۱۹۸۲ ثبت اختراع شد و در سال ۱۹۸۸ برای مصارف پزشکی تایید شد. 